# Liste der Monuments historiques in Mussy-sur-Seine
Die Liste der Monuments historiques in Mussy-sur-Seine führt die Monuments historiques in der französischen Gemeinde Mussy-sur-Seine auf.

## Liste der Immobilien
| Bezeichnung       | Beschreibung                     | Standort                       | Kennzeichnung | Schutzstatus | Datum | Bild           |
| ----------------- | -------------------------------- | ------------------------------ | ------------- | ------------ | ----- | -------------- |
| Kirche St-Pierre  | Ende des 13. Jahrhunderts erbaut | Place Saint-Pierre (Lage)      | PA00078166    | Classé       | 1840  | weitere Bilder |
| Salzspeicher      | um 1500 erbaut                   | 15–17 rue Victor-Hugo (Lage)   | PA00078167    | Inscrit      | 1984  |                |
| Wegekreuz         | Stein, 16. Jahrhundert           | Rue de l’Hôtel-de-Ville (Lage) | PA00078165    | Classé       | 1909  | weitere Bilder |
| Tour du Boulevard | Stadtmauerturm, 12. Jahrhundert  | Boulevard de l’Est (Lage)      | PA00078168    | Inscrit      | 1984  |                |

## Liste der Objekte
| Bezeichnung                                                         | Beschreibung                                                       | Standort                             | Kennzeichnung | Schutzstatus | Datum | Bild           |
| ------------------------------------------------------------------- | ------------------------------------------------------------------ | ------------------------------------ | ------------- | ------------ | ----- | -------------- |
| Skulptur Maria Magdalena (1)                                        | Kalkstein, farbig gefasst, 14. Jahrhundert                         | außen an der Kirche St-Pierre (Lage) | PM10003204    | Classé       | 1908  |                |
| Grabmal für Guillaume de Mussy und seine Frau                       | Kalkstein, Anfang des 14. Jahrhunderts                             | in der Kirche St-Pierre (Lage)       | PM10001319    | Classé       | 1840  | weitere Bilder |
| Pietà                                                               | Kalkstein, Anfang des 16. Jahrhunderts                             | in der Kirche St-Pierre (Lage)       | PM10001325    | Classé       | 1908  |                |
| Skulptur Madonna mit Kind (1)                                       | Kalkstein, farbig gefasst, erste Hälfte des 16. Jahrhunderts       | in der Kirche St-Pierre (Lage)       | PM10001326    | Classé       | 1908  |                |
| Skulptur eines Kirchenvaters                                        | Kalkstein, farbig gefasst, 14. Jahrhundert                         | in der Kirche St-Pierre (Lage)       | PM10001337    | Classé       | 1908  |                |
| Retabel                                                             | Holz, farbig gefasst und bemalt, Anfang des 16. Jahrhunderts       | in der Kirche St-Pierre (Lage)       | PM10001339    | Classé       | 1908  |                |
| Skulptur Ecce Homo                                                  | Kalkstein, farbig gefasst, 16. Jahrhundert                         | in der Kirche St-Pierre (Lage)       | PM10001341    | Classé       | 1908  |                |
| Skulptur Erzengel Michael                                           | Kalkstein, farbig gefasst, 15. Jahrhundert                         | in der Kirche St-Pierre (Lage)       | PM10001342    | Classé       | 1908  | weitere Bilder |
| Skulptur Heiliger Vinzenz                                           | Kalkstein, farbig gefasst, 17. Jahrhundert                         | in der Kirche St-Pierre (Lage)       | PM10001353    | Classé       | 1913  |                |
| Gemälde Der ungläubige Thomas                                       | Ölfarbe auf Holz, 17. Jahrhundert                                  | in der Kirche St-Pierre (Lage)       | PM10004134    | Inscrit      | 1978  |                |
| Skulptur Heiliger Crispinus                                         | kalkstein, farbig gefasst, 18. Jahrhundert                         | in der Kirche St-Pierre (Lage)       | PM10004135    | Inscrit      | 1988  |                |
| Taufbecken                                                          | Kalkstein, 17. Jahrhundert                                         | in der Kirche St-Pierre (Lage)       | PM10004145    | Inscrit      | 1978  |                |
| Gemälde Stiftung des Rosenkranzes                                   | Ölfarbe auf Leinwand, Holzrahmen, 17. Jahrhundert                  | in der Kirche St-Pierre (Lage)       | PM10004156    | Inscrit      | 1996  |                |
| Kirchenfenster                                                      | aus dem 14. bis 16. Jahrhundert                                    | in der Kirche St-Pierre (Lage)       | PM10001320    | Classé       | 1840  | weitere Bilder |
| Türbeschlag                                                         | Schmiedeeisen, 15. Jahrhundert                                     | in der Kirche St-Pierre (Lage)       | PM10001322    | Classé       | 1840  |                |
| Skulptur Maria Magdalena (2)                                        | Kalkstein, bezeichnet 1594                                         | in der Kirche St-Pierre (Lage)       | PM10001328    | Classé       | 1908  |                |
| Skulptur Der Chorherr Bréjard im Gebet                              | Kalkstein, farbig gefasst, bezeichnet 1549                         | in der Kirche St-Pierre (Lage)       | PM10001333    | Classé       | 1908  |                |
| Skulptur eines Bischofs (1)                                         | Kalkstein, farbig gefasst, um 1300                                 | außen an der Kirche St-Pierre (Lage) | PM10001334    | Classé       | 1908  |                |
| Skulpturengruppe Christi Geburt                                     | Kalkstein, farbig gefasst, 17. Jahrhundert                         | in der Kirche St-Pierre (Lage)       | PM10001344    | Classé       | 1908  |                |
| Antependium Heiliger Geist                                          | Leder, bemalt, 17. Jahrhundert                                     | in der Kirche St-Pierre (Lage)       | PM10001346    | Classé       | 1908  |                |
| Zwei Skulpturen: Maria und Johannes Evangelist                      | aus einer Kreuzigungsgruppe; Holz, farbig gefasst, 16. Jahrhundert | in der Kirche St-Pierre (Lage)       | PM10001350    | Classé       | 1913  |                |
| Relief Mariä Himmelfahrt                                            | Eichenholz, 16. Jahrhundert                                        | in der Kirche St-Pierre (Lage)       | PM10001351    | Classé       | 1913  |                |
| Skulptur Christus in der Rast                                       | Eichenholz, farbig gefasst, bezeichnet 1509                        | in der Kirche St-Pierre (Lage)       | PM10001359    | Classé       | 1978  | weitere Bilder |
| Kirchenbänke                                                        | Eichenholz, 1769                                                   | in der Kirche St-Pierre (Lage)       | PM10004150    | Inscrit      | 1978  |                |
| Skulptur eines Bischofs (2)                                         | Kalkstein, farbig gefasst, erste Hälfte des 16. Jahrhunderts       | in der Kirche St-Pierre (Lage)       | PM10001327    | Classé       | 1908  |                |
| Skulptur Heilige Genoveva                                           | Kalkstein, farbig gefasst, bezeichnet 1550                         | in der Kirche St-Pierre (Lage)       | PM10001329    | Classé       | 1908  |                |
| Skulptur Gnadenstuhl                                                | Kalkstein, farbig gefasst, 15. Jahrhundert                         | in der Kirche St-Pierre (Lage)       | PM10001338    | Classé       | 1908  |                |
| Skulptur Madonna mit Kind (2)                                       | Kalkstein, farbig gefasst, 14. Jahrhundert                         | in der Kirche St-Pierre (Lage)       | PM10001347    | Classé       | 1913  |                |
| Zwei Skulpturen: Mariä Verkündigng                                  | Kalkstein, farbig gefasst, 16. Jahrhundert                         | außen an der Kirche St-Pierre (Lage) | PM10001349    | Classé       | 1913  |                |
| Hauptaltar                                                          | Altartisch; Marmor, Holz, 18. Jahrhundert                          | in der Kirche St-Pierre (Lage)       | PM10001355    | Classé       | 1978  |                |
| Skulptur Johannes der Täufer (1)                                    | Kalkstein, farbig gefasst, 16. Jahrhundert                         | in der Kirche St-Pierre (Lage)       | PM10005213    | Inscrit      | 2013  |                |
| Skulptur Heiliger Sebastian                                         | Holz, farbig gefasst, 16. Jahrhundert                              | in der Kirche St-Pierre (Lage)       | PM10005214    | Inscrit      | 2013  |                |
| Skulptur einer Heiligen (1)                                         | Kalkstein, 16. Jahrhundert                                         | außen an der Kirche St-Pierre (Lage) | PM10003203    | Classé       | 1908  |                |
| Antependium                                                         | Eichenholz, 17. Jahrhundert                                        | in der Kirche St-Pierre (Lage)       | PM10004154    | Inscrit      | 1978  |                |
| Skulptur Johannes der Täufer (2)                                    | Kalkstein, um 1300                                                 | in der Kirche St-Pierre (Lage)       | PM10001321    | Classé       | 1840  | weitere Bilder |
| Skulpturengruppe Unterweisung Mariens                               | Kalkstein, farbig gefasst, Mitte des 16. Jahrhunderts              | in der Kirche St-Pierre (Lage)       | PM10001331    | Classé       | 1908  |                |
| Skulptur Madonna mit Kind (3)                                       | Kalkstein, farbig gefast, 14. Jahrhundert                          | in der Kirche St-Pierre (Lage)       | PM10001335    | Classé       | 1908  |                |
| Skulpturengruppe Martyrium der heiligen Agatha                      | Kalkstein, farbig gefasst, 16. Jahrhundert                         | in der Kirche St-Pierre (Lage)       | PM10001343    | Classé       | 1908  |                |
| Skulpturengruppe Heilige Cosmas und Damian                          | Kalkstein, farbig gefasst, bezeichnet 1661                         | in der Kirche St-Pierre (Lage)       | PM10001345    | Classé       | 1908  |                |
| Skulptur Heilige Margaretha                                         | Kalkstein, farbig gefasst, 1552                                    | in der Kirche St-Pierre (Lage)       | PM10001348    | Classé       | 1913  |                |
| Zwei Altarflügel mit Szenen aus der Kindheit Jesu                   | Ölfarbe auf Holz, 16. Jahrhundert; in der Mairie deponiert         | in der Kirche St-Pierre (Lage)       | PM10001352    | Classé       | 1913  |                |
| Zwei Skulpturen: Heiliger Matthäus und heiliger Jakobus der Jüngere | Kalkstein, farbig gefasst, 18. Jahrhundert                         | in der Kirche St-Pierre (Lage)       | PM10001354    | Classé       | 1913  |                |
| Bank                                                                | Eichenholz, Stoff, zweite Hälfte des 18. Jahrhunderts              | in der Kirche St-Pierre (Lage)       | PM10001357    | Classé       | 1978  |                |
| Truhe                                                               | Eichenholz, Schmiedeeisen, 14. Jahrhundert                         | in der Kirche St-Pierre (Lage)       | PM10001323    | Classé       | 1896  |                |
| Relief Kreuzabnahme                                                 | Kalkstein, farbig gefasst, erste Hälfte des 14. Jahrhunderts       | in der Kirche St-Pierre (Lage)       | PM10001324    | Classé       | 1908  |                |
| Skulptur Heilige Libaria                                            | Kalkstein, farbig gefasst, Mitte des 16. Jahrhunderts              | in der Kirche St-Pierre (Lage)       | PM10001330    | Classé       | 1908  |                |
| Skulptur einer Heiligen (2)                                         | Kalkstein, 16. Jahrhundert; Verbleib unbekannt                     | in der Kirche St-Pierre (Lage)       | PM10001332    | Classé       | 1908  |                |
| Skulptur eines Bischofs (3)                                         | Kalkstein, farbig gefasst, um 1400                                 | in der Kirche St-Pierre (Lage)       | PM10001336    | Classé       | 1908  |                |
| Kreuzigungsgruppe                                                   | Holz, farbig gefasst, 16. Jahrhundert                              | in der Kirche St-Pierre (Lage)       | PM10001340    | Classé       | 1908  | weitere Bilder |
| Kommuniontisch                                                      | Schmiedeeisen, vergoldet, Ende des 18. Jahrhunderts                | in der Kirche St-Pierre (Lage)       | PM10001356    | Classé       | 1978  |                |
| Gemälde Abendmahl                                                   | Ölfarbe auf Leinwand, 17. Jahrhundert; nach Livio Agresti          | in der Kirche St-Pierre (Lage)       | PM10001358    | Classé       | 1978  |                |
| Skulptur Heiliger Jakobus der Ältere                                | Kalkstein, farbig gefasst, 14. oder 15. Jahrhundert                | außen an der Kirche St-Pierre (Lage) | PM10003202    | Classé       | 1908  |                |
| Türflügel                                                           | Eichenholz, 1549; Verbleib unbekannt                               | in der Mairie (Lage)                 | PM10001360    | Classé       | 1913  |                |